# Астерикс против Цезаря
«Астерикс против Цезаря» (фр. Astérix et la Surprise de César) — французский полнометражный мультипликационный фильм, экранизация известной серии комиксов об Астериксе и Обеликсе. Четвёртый в цикле мультфильмов, продолжение фильма «Двенадцать подвигов Астерикса». Режиссёрами выступили Гаэтан Брицци и Пол Брицци.
В 1999 году был снят игровой ремейк этого мультфильма: «Астерикс и Обеликс против Цезаря».

## Сюжет
Юлию Цезарю несут дары со всех земель Римской Империи, кроме одной — той, что на северо-западе Галлии и не покорилась римлянам. Цезарь приказывает Гаю Подхалимусу, директору школы гладиаторов, организовать ему идеальное празднование его триумфа, угрожая отправить на корм львам в случае провала. Тем временем Астерикс замечает странное поведение Обеликса, что вызвано самым известным чувством — любовью, ибо Обеликс влюбился в девушку по имени Фальбала (в англоязычной адаптации — Панацея), племянницу вождя Витальстатистикса, которая училась в Лютеции и недавно вернулась.
Проблема Обеликса в том, что у Фальбалы есть жених по имени Трагикомикс. Но случается ещё более жуткое обстоятельство: Трагикомикса и Фальбалу выслеживают римляне и похищают, отправляя куда-то на край Римской империи. Астерикс и Обеликс вместе с псом Идефиксом (в англоязычной адаптации  - Догматиксом) отправляются спасать возлюбленных, и им придётся буквально прочесать всю Римскую империю ради этого.

## Роли озвучивали
- Роже Карель — Астерикс
- Пьер Торнад — Обеликс
- Серж Совион — Юлий Цезарь
- Анри Лабюсьер — Панорамикс
- Тьерри Рагуно — Трагикомикс
- Даниель Ликари — Фальбала